# 亀井勝一郎

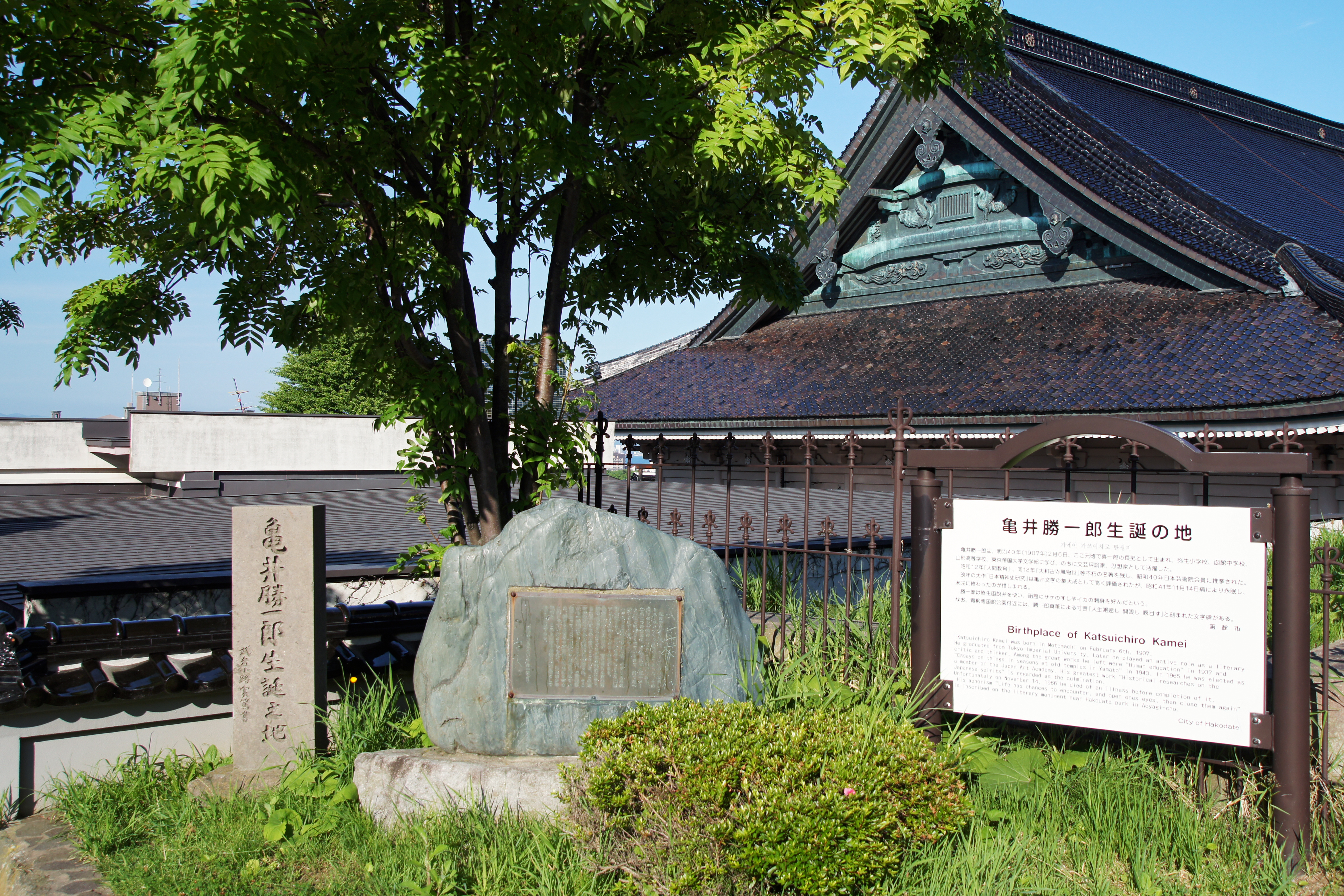
函館市元町に建つ生誕地の碑

亀井 勝一郎（かめい かついちろう、1907年〈明治40年〉2月6日 - 1966年〈昭和41年〉11月14日）は、昭和期の文芸評論家、日本芸術院会員。
当初は左翼的政治運動に参加したが転向し、仏教思想に関心を深め、文芸評論や文明批評で活躍した。「日本浪曼派」を創刊。著書に『大和古寺風物誌』(1943年)、『現代史の課題』(1957年)など。

## 来歴・人物
函館貯蓄銀行支配人の父・喜一郎、母・ミヤの長男として、北海道函館区（現・函館市）元町で生まれる。旧制函館中学校（現・北海道函館中部高等学校）では田中清玄、大野一雄と同期。旧制山形高等学校（現・山形大学）を経て、1926年（大正15年）に東京帝国大学文学部美学科に入学。1927年（昭和2年）には「新人会」会員となりマルクス・レーニンに傾倒し、大森義太郎の指導を受ける。社会文芸研究会、共産主義青年同盟に加わり、翌1928年（昭和3年）には退学。
同年4月20日には治安維持法違反の疑いにより札幌で逮捕され、市ヶ谷刑務所と豊多摩刑務所に投獄され、1930年（昭和5年）10月1日に転向上申書を提出し、10月7日に保釈される。その後、1933年（昭和8年）12月、懲役2年（執行猶予3年）の判決を受けた。
この間、1932年（昭和7年）にはプロレタリア作家同盟に属すが、翌年には解散。以後、同人雑誌『現実』（1934年）、『日本浪曼派』（1935年）を創刊し、評論を発表する。1934年、最初の評論集『転形期の文学』を刊行。
1937年（昭和12年）には『人間教育（ゲエテへの一つの試み）』を刊行。同年、武者小路実篤と顔を合わせる。1938年（昭和13年）、『人間教育』が評価され菊池寛より池谷賞を受ける。同年の『日本浪漫派』廃刊後は、『文学界』同人となり、以後同誌に多く連載した。この頃に、太宰治と親密になる。同じ時期に大和路紀行を行い、古代・中世の日本仏教との出会いにより開眼、聖徳太子、親鸞の教義を信仰し、その人間原理に根ざした宗教論、美術論、文明・歴史論、文学論の著作の多くを連載出版した。
1942年（昭和17年）に、日本文学報国会評論部会幹事となった。1945年（昭和20年）8月、第二国民兵として3日間軍事教練を受け、その3日目に敗戦の報を聞いた。
戦前・中は、武者小路実篤の人生論を解説つきで出したが、戦後昭和30年代に再びこれを再刊し重版した。自身の人生論・恋愛論の類もベストセラーで、複数の版元で多く重版された。新版再刊も多かった。
1959年（昭和34年）より『文學界』に、ライフワークとして「日本人の精神史研究」を連載開始した。1964年（昭和39年）に、日本芸術院賞受賞。1965年（昭和40年）に『日本人の精神史研究』等で菊池寛賞を受賞、芸術院会員に選ばれる。1966年（昭和41年）、食道がんが胃・肝臓に転移し東京築地がんセンターで死去。「日本人の～」は全6巻予定だったが、5巻目の半ばで中絶した。戒名は超勝院釈浄慧居士。
1969年（昭和44年）より、文藝評論を対象した文学賞として亀井勝一郎賞が設けられたが、14回で休止した。

## 家族・親族
亀井家
- 父・喜一郎[4]（1877年 - 1935年、函館貯蓄銀行支配人[5]・同行取締役[6]） - 住所は北海道函館市元町[5]。
- 母・ミヤ[2]
- 弟・勝次郎[4]（1910年 - 1981年、建築家） - 1934年に早稲田大学建築科を卒業後、函館大火で焼失したレストラン五島軒の再建設計に関わり、その後も地元で建築設計事務所を経営した[7]。
- 妹[4]
- 夫人・斐子 - 著書に『回想のひと 亀井勝一郎』、『歌集 終ひ薔薇』
  - 私家版『追想 亀井勝一郎』亀井書彦 編、1967年11月

親戚
- 工藤嘉七（工藤合資代表社員）

## 著作
- 『転形期の文学』ナウカ社 1934
- 『人間教育 （ゲエテへの一つの試み）』野田書房 1937
- 『島崎藤村』弘文堂教養文庫 1939　のち新潮文庫
- 『作家論』三和書房 1939
- 『東洋の愛』竹村書房 1939
- 『捨身飼虎』筑摩書房 1941
- 『芸術の運命』実業之日本社 1941
- 『信仰について』筑摩書房 1942
- 『現代人の救ひ』桜井書店 1942
- 『日本の女神』三笠書房 1942
- 『大和古寺風物誌』天理時報社 1943　のち新潮文庫、旺文社文庫、創元選書
- 『親鸞』新潮社 日本思想家選集 1944　のち春秋社
- 『続・人生論』生活社 1944
- 『日本人の死』新潮社 1944
- 『聖徳太子』創元社 1946　のち角川書店、春秋社
- 『奈良朝文化の話』愛育社 1946
- 『陛下に捧ぐる書翰』十一組出版社 1947
- 『新しき人生論』和田堀書店 1948
- 『現代人の遍歴　人間教育 第2部』養徳社 1948 のち改題「わが精神の遍歴」角川文庫ほか
- 『生命讃歌』弘文社 1948
- 『革命と恋愛 青春の反逆・恋愛に於ける人間性』労働出版部 1948
- 『恋愛美学』若草書房 1948
- 『古典的人物』三興出版部 1948
- 『愛の無常について』大日本雄弁会講談社 1949　のち角川文庫、旺文社文庫、講談社文庫、ハルキ文庫
- 『文学と信仰 作家論集』文体社 1949
- 『現代人の研究 民族の変貌』六興出版社 1950
- 『美貌の皇后』新潮社 1950　のち文庫、創元選書、角川文庫、講談社文庫
- 『恋愛論』家城書房 1950
- 『三人の先覚者 民族の独立』要書房 1950
- 『芸術・教養・人生』雲井書店 1951
- 『文学の読み方』至文堂（学生教養新書） 1952
- 『智識人の肖像』文藝春秋新社 1952
- 『純潔について』社会教育協会（青年シリーズ） 1952
- 『亀井勝一郎著作集』全6巻 創元社 1952-53
- 『島崎藤村論』新潮社 1953
- 『恋愛・自然・人生』河出書房 1954
- 『読書に関する七つの意見』中央公論社 1954
- 『風神帖 随想百篇』河出書房 1954
- 『二十世紀日本の理想像』中央公論社 1954
- 『現代史の中のひとり』文藝春秋新社 1955
- 『日本の智慧 私はいかなるときいかなる智慧に学んだか』朝日新聞社 1955
- 『近代恋愛詩』中央公論社 1955
- 『日本人の典型』角川書店（角川新書）1956
- 『私の美術遍歴』大日本雄弁会講談社. 1956
- 『西洋の知慧 私はいかなるときいかなる智慧に学んだか』朝日新聞社 1956
- 『倉田百三』現代文芸社（新世代選書）1956
- 『亀井勝一郎選集』全7巻 大日本雄弁会講談社 1957-58、新編全8巻 講談社 1965-66
- 『現代史の課題』中央公論社 1957、のち新編・岩波現代文庫
- 『現代青春論 青春を生きる心について』青春出版社 1957、のち「青春論」角川ソフィア文庫
- 『恋愛曼陀羅』講談社 1958
- 『旅路 亀井勝一郎随想集』知性社 1958
- 『現代夫婦論』主婦の友社 1959
- 『文学・人生・社会』青春出版社 1959
- 『青春をどう生きるか』青春出版社 1959
- 『亀井勝一郎集　現代知性全集』日本書房 1960
- 『現代読書論』青春出版社 1960　のち旺文社文庫
- 『日本人の精神史研究』文藝春秋新社　のち講談社文庫

「1　古代智識階級の形成」 1960　のち新版・講談社学術文庫
「2　王朝の求道と色好み」 1962
「3　中世の生死と宗教観」 1964
「4　室町芸術と民衆の心」 1966
- 『現代親子論』主婦の友社 1961
- 『中国の旅』講談社 1962
- 『亀井勝一郎 宗教選集』全4巻 春秋社 1963-64

「1　上代思想家の悲劇・聖徳太子」
「2　親鸞 信仰について 私の宗教観 ほか」
「3　三人のマリア」
「4　大和古寺風物誌」
- 『人間の心得』青春出版社 1963、新編『「私」をどう生きるか』河出書房新社 2024
- 『黄金の言葉』大和書房 1963
- 『愛と結婚の思索』大和書房 1964
- 『私の人生観』文藝春秋新社 1964
- 『無頼派の祈り 太宰治』審美社 1964
- 『古典美への旅』主婦の友社 1965
- 『愛と祈りについて』大和書房 1965
- 『人生と幸福について』大和書房 1965
- 『思想の花びら もの思う人のために』大和書房 1966

没後刊行
- 『亀井勝一郎人生論集』全8巻 別巻2 大和書房 1966-67

「1　人生の思索」
「2　青春の思索」
「3　愛の思索」
「4　人生と旅」
「5　読書論」
「6　日本の理想像」
「7　人生の知恵」
「8　断想 思想の花びら」
「別巻1　語録・人生と幸福」
「別巻2　語録・愛と祈り」
- 『亀井勝一郎女性論集』全3巻 大和書房 1967
- 『病める魂と漂泊者の歌 近代恋愛詩』三笠書房 1967
- 『日本人の精神史』全6巻 文藝春秋 1967
- 『新編 亀井勝一郎人生論集』全5巻 講談社 1967。武者小路実篤 編

「1　愛の無常について」
「2　我が心の遍歴」
「3　愛と人生の旅」
「4　美と人生の旅」
「5　人生論」
- 『歴史の星々』講談社 1967（遺著、あとがきは夫人）
- 『生死の思索 歎異鈔のこころ』講談社 1967、大和書房 1987
- 『信仰と美の誘惑 思想との対話4』講談社 1967
- 『日本人の美と信仰』大和書房 1968
- 『三人のマリア』大和書房 1969
- 『亀井勝一郎全集』 講談社 1971-75

全21巻・補巻3で、最終4巻は日記・書簡・序跋解説・初期文章など
- 『現代の随想　亀井勝一郎集』佐古純一郎編、彌生書房 1982
- 『人間の記録　亀井勝一郎　我が精神の遍歴』日本図書センター 1999

### 共著編
- 『人生語録抄』武者小路実篤共編 六芸社 1944
- 『倉田百三評伝』編著 大東出版社（倉田百三選集別巻） 1948
- 『武者小路実篤人生語録』編 朋文社 1953
- 『太宰治研究』編 新潮社 1956[8]
- 『愛と苦悩の手紙 太宰治』角川文庫 1962 改訂版1998、河出文庫 2019。晩年の書簡

## 伝記
- 亀井斐子『回想のひと 亀井勝一郎』講談社 1976
- 武田友寿『遍歴の求道者 亀井勝一郎』講談社 1978[9]
- 渡部治『亀井勝一郎の文学と思想』白鴎社 2019
- 山本直人『亀井勝一郎　言葉は精神の脈搏である』ミネルヴァ書房〈ミネルヴァ日本評伝選〉 2023